# Nguyễn Bình
Nguyễn Bình (30 tháng 7 năm 1908 - 29 tháng 9 năm 1951) (tên khai sinh: Nguyễn Phương Thảo) là nhà cách mạng, Anh hùng Lực lượng vũ trang nhân dân, tướng lĩnh người Việt Nam thời kì Kháng chiến chống Pháp. Ông là Trung tướng đầu tiên của Quân đội nhân dân Việt Nam, lãnh đạo quân dân miền Nam Việt Nam kháng chiến.
Ông còn có bí danh Ba Thảo thời hoạt động cách mạng.

## Tiểu sử
Ông tên thật là Nguyễn Phương Thảo, quê ở thôn Yên Phú, xã Tinh Tiến (nay là xã Giai Phạm), huyện Yên Mỹ, tỉnh Hưng Yên. Thời trẻ, ông lên Hải Phòng làm thủy thủ trên tàu viễn dương chạy tuyến Việt Nam - Pháp. Được Trần Huy Liệu vận động, ông tham gia cách mạng, gia nhập Việt Nam Quốc dân đảng, phụ trách quân sự. Sau thất bại của khởi nghĩa Yên Bái, lực lượng Việt Nam Quốc dân đảng bị phân hóa, ông và Trần Huy Liệu đều bị thực dân Pháp bắt giam và đày đi Côn Đảo. Do tư tưởng thiên tả, 2 người bị nhóm cực hữu trong đảng kết án tử hình nhưng đều may mắn thoát nạn, riêng ông bị đâm mù một mắt.
Năm 1936, ông được trả tự do, về Hải Phòng hoạt động cách mạng và xây dựng căn cứ riêng. Cũng trong thời gian này, ông đổi tên thành Nguyễn Bình, với ý nghĩa "Bình thiên hạ", chính thức ly khai Việt Nam Quốc dân đảng. Tháng 6 năm 1945, Nguyễn Bình cùng với Hải Thanh, Nguyễn Hiền, Trần Cung thành lập chiến khu Đông Triều và đảm nhận nhiệm vụ tư lệnh. Khi Cách mạng tháng Tám năm 1945 nổ ra, ông chỉ huy du kích đánh chiếm tỉnh lỵ Quảng Yên và cướp vũ khí ở một số huyện.
Khi thực dân Pháp đánh chiếm rộng ra toàn Nam Bộ, Nguyễn Bình được Chủ tịch nước Hồ Chí Minh cử vào Nam lo việc chỉnh đốn phong trào kháng chiến và thống nhất các lực lượng vũ trang tại Nam Bộ. Tháng 12 năm 1945 ông được cử làm Khu trưởng Khu 7 Nam Bộ, lập tổng hành dinh ở Lạc An (Biên Hòa), sau bị địch truy quét nên chuyển về xã An Phú (Gia Định) rồi xã An Thành, phía nam Bến Cát. Dưới sự chỉ huy của Nguyễn Bình, tình trạng cát cứ dần giảm bớt, các quân phiệt cát cứ gia nhập vào lực lượng Vệ quốc đoàn, các đơn vị bộ đội được phiên chế thống nhất thành các chi đội Vệ quốc đoàn. Ông còn lập ban Công tác thành làm nhiệm vụ phá hoại và ám sát tại Sài Gòn.
Ngày 20 tháng 1 năm 1948, ông được Chính phủ phong quân hàm Trung tướng và cử làm tổng chỉ huy chiến trường Nam Bộ. Cùng đợt có Võ Nguyên Giáp được phong Đại tướng; Nguyễn Sơn, Lê Thiết Hùng, Chu Văn Tấn, Hoàng Sâm, Hoàng Văn Thái, Lê Hiến Mai, Văn Tiến Dũng, Trần Đại Nghĩa, Trần Tử Bình được phong Thiếu tướng. Lễ thụ phong Trung tướng được tổ chức tháng 7 năm 1948 tại làng Nhơn Hòa Lập trên con kênh Dương Văn Dương, Đồng Tháp.
Tháng 6 năm 1948, Chính phủ Việt Nam Dân chủ Cộng hòa gửi điện vào công nhận Ban Quân sự Nam Bộ và cử Trung tướng Nguyễn Bình giữ chức Ủy viên quân sự. Tháng 10 năm 1948, Bộ tư lệnh Nam Bộ được thành lập thay cho Ban Quân sự Nam Bộ, ông được bầu làm tư lệnh.
Ngày 29 tháng 9 năm 1951, theo yêu cầu của Trung ương, ông lên đường ra Bắc nhận nhiệm vụ mới. Trên đường đi, ông bị quân Pháp phục kích vây bắn và hy sinh tại xã Srê Dốc, huyện Sê San, tỉnh Xtung Treng, trên đất Campuchia. Người chỉ huy lực lượng bảo vệ ông khi ấy là cán bộ cấp tiểu đoàn Nguyễn Văn Sĩ, nay là Thiếu tướng nghỉ hưu tại Thành phố Hồ Chí Minh. Bộ Tổng Tư lệnh thông báo tin ông hi sinh ngày 31 tháng 12 năm 1951 (theo bản tin ông sinh năm 1906 tại Bần Yên Nhân, Hưng Yên). Tháng 2 năm 1952, Chủ tịch Hồ Chí Minh quyết định ký sắc lệnh 84/SL truy tặng ông Huân chương Quân công hạng nhất. Ông cũng là người đầu tiên trong quân đội được nhận Huân chương cao quý này.
Ngày 29 tháng 2 năm 2000, Bộ Tư lệnh Quân khu 7 đã di chuyển hài cốt của ông về an táng tại Nghĩa trang liệt sĩ Thành phố Hồ Chí Minh. Tang lễ được cử hành theo nghi thức long trọng. Ông còn được Nhà nước truy tặng Huân chương Hồ Chí Minh và danh hiệu Anh hùng Lực lượng vũ trang nhân dân.

## Nhận định
Trung tướng Nguyễn Bình là người chỉ huy mưu lược, quyết đoán và dũng cảm, giữ kỷ luật nghiêm minh, lập nhiều chiến công xuất sắc ở những nơi nguy hiểm vào những thời điểm khó khăn nhất. Ông có công trong việc thống nhất lực lượng kháng chiến ở Nam Bộ và xây dựng Ban công tác thành tại Sài Gòn. Sau khi ông qua đời, nhiều sách báo đã viết về ông như một hiện tượng đặc biệt về tài năng quân sự những ngày đầu kháng chiến chống thực dân Pháp.
Tuy nhiên ở đây cũng phải nói đến mỗi quan hệ giữa tài năng của Nguyễn Bình và sự tinh tế, mạnh dạn trong cách dùng người của Hồ Chí Minh. Một vị chỉ huy như Nguyễn Bình, sau cách mạng xứng đáng được đứng vào hàng ngũ những người cộng sản, nhưng ông phải đợi đến năm 1946 mới chính thức được vào Đảng. Trên thực tế, ông là người được Hồ Chủ tịch hết sức tin tưởng khi giao phó những trọng trách của thời điểm buổi đầu Nam Bộ kháng chiến: ‘’Bác giao Nam Bộ cho chú!’’. Tất nhiên có rất nhiều lý do, nhưng ta có thể kể đến những lý do có tính chiến lược như: với tình trạng của Nam Bộ thời kì đầu của Nam Bộ kháng chiến, thì việc một người ngoài đảng cộng sản sẽ có tiếng nói mạnh mẽ hơn đối với đông đảo đồng bào Nam Bộ vốn thời kì đó trong tình trạng ‘’cát cứ phân tranh’’ với nhiều màu sắc chính trị, đảng phái, tôn giáo… Mặt khác, vì là người ngoài Đảng cho nên ông sẽ ít bị mật thám Pháp để ý hơn. Thực tế lúc bấy giờ, quân Pháp không biết gì nhiều về ông. Quân Pháp tập trung vào việc tìm hiểu, điều tra các ông Trần Văn Giàu – Trưởng ban kháng chiến Nam Bộ, rồi ông Phạm Ngọc Thạch,… mà ít chú ý đến tướng Nguyễn Bình, trong khi chính ông mặc dù chỉ là Ủy viên quân sự nhưng thực tế là người thiết kế, tổ chức kháng chiến. Tuy nhiên, dưới sự lãnh đạo của Nguyễn Bình, lực lượng kháng chiến miền Nam cuối cùng cũng chỉ còn Việt Minh. Các lực lượng vũ trang khác của Cao Đài, Hòa Hảo, Bình Xuyên... đã rời bỏ kháng chiến phục vụ cho Quốc gia Việt Nam sau sự kiện Huỳnh Phú Sổ mất tích mà họ cho rằng Nguyễn Bình đã thủ tiêu ông.
Nhà sử học Trần Huy Liệu nhận xét: "Thảo có can đảm, vũ dũng hơn người và trung hậu với bạn, trung thành với đoàn thể. Trước Cách mạng Tháng Tám, Thảo lập chiến khu Đông Triều một cách tự động..."

## Vinh danh
Tên ông được đặt cho nhiều đường phố như tại: thị xã Quảng Yên (từ đường Trần Khánh Dư đến cầu Kim Lăng), Hà Nội (nối từ đường Nguyễn Đức Thuận đến địa phận Hưng Yên), TP. Hồ Chí Minh (kéo dài từ ngã 3 Đ. Huỳnh Tấn Phát, xã Phú Xuân, huyện Nhà Bè đến ngã 3 Đ. Đào Sư Tích, xã Phước Lộc)
Nhà tưởng niệm ông được xây dựng ở quê của ông ở thôn Yên Phú, xã Giai Phạm, huyện Yên Mỹ, tỉnh Hưng Yên gần khu nhà tưởng niệm cố Tổng Bí thư Nguyễn Văn Linh.

## Lịch sử thụ phong quân hàm
| Ngày thụ phong | 20-1-1948   |
| Quân hàm       | không khung |
| Cấp bậc        | Trung tướng |

## Khen thưởng
Anh hùng Lực lượng vũ trang nhân dân (truy tặng năm 2000).
 Huân chương Hồ Chí Minh (truy tặng năm 2000).
 Huân chương Quân công hạng Nhất (truy tặng năm 1952).